# セルミデ
セルミデ（伊: Sermide）は、イタリア共和国ロンバルディア州マントヴァ県セルミデ・エ・フェローニカにある分離集落（フラツィオーネ）。
かつては独立した自治体（コムーネ）であったが、2017年3月1日、フェローニカと合併し、新自治体の一部となった。

## 地理

### 位置・広がり

#### 隣接コムーネ
コムーネとしてのフェローニカは、以下のコムーネと隣接していた。括弧内のFEはフェラーラ県、ROはロヴィーゴ県、MOはモデナ県所属を示す。
- ボンデーノ (FE)
- カルト (RO)
- カルボナーラ・ディ・ポー
- カステルマッサ (RO)
- カステルノーヴォ・バリアーノ (RO)
- フェローニカ
- マニャカヴァッロ
- ミランドラ (MO)
- ポッジョ・ルスコ